# Skorupa ziemska kontynentalna
Skorupa kontynentalna – jedna z dwóch podstawowych odmian skorupy ziemskiej obok oceanicznej.
W przeciwieństwie do relatywnie cienkiej i gęstej skorupy oceanicznej, znajdującej się poniżej skorupy kontynentalnej i tworzącej dno oceanów, kontynenty zbudowane są z grubej warstwy lżejszych skał, które tworzą znane z mapy fizycznej Ziemi kontynenty.
Należy tu dodać, że w geografii granicą kontynentu jest linia brzegowa, a obszar zalany wodą nazywany jest morzem lub oceanem. W geologii kontynentem (blokiem kontynentalnym) nazywa się cały obszar zbudowany ze skorupy kontynentalnej, a jego granice biegną u podstawy stoku kontynentalnego. Obejmuje on ląd, szelf i stok kontynentalny – zgodnie więc z tą definicją, ok. 30% powierzchni skorupy kontynentalnej leży pod poziomem morza.
Podstawowe cechy skorupy kontynentalnej to jej lekkość (średnio 2,7 g/cm³), grubość (średnio 40 km) oraz wiek (do 4 miliardów lat) w porównaniu do skorupy oceanicznej, która ma przeciętnie 7 km grubości, gęstość 3 g/cm³, a jej najstarsze znane fragmenty mają nie więcej niż 200 milionów lat. Wyjaśnieniem tych różnic oraz przypuszczalnych procesów prowadzających do ich powstawania zajmują się teorie geotektoniczne.
Za granicę dolną skorupy ziemskiej (a więc także kontynentalnej) uznaje się nieciągłość Mohorovičicia, czyli widoczny w badaniach sejsmicznych skokowy wzrost prędkości fal sejsmicznych znajdowany średnio na głębokości ok. 35 km, zaś pod najgrubszymi fragmentami skorupy (np. Płaskowyżem Tybetańskim) nawet 75–80 km. Moho oddziela więc skorupę od płaszcza.
Granica zewnętrzna, oddzielająca skorupę kontynentalną od oceanicznej, występuje przeważnie poniżej stromego stoku kontynentalnego leżącego za szelfem. Czasami jednak skorupa kontynentalna została rozerwana i morze szelfowe leży na skorupie oceanicznej. Tak jest w większości tzw. „basenów załukowych” w zachodniej części Oceanu Spokojnego.

## Powstanie skorupy ziemskiej i jej zróżnicowanie
W przeciwieństwie do częściowo upłynnionych skał ziemskiego płaszcza, skorupa składa się ze skał zestalonych (bardziej precyzyjne rozróżnienie odwołuje się do podziału na litosferę i astenosferę). Skały skorupy ziemskiej to więc produkty skrzepnięcia skał płaszcza, które zaszło, gdy magma została schłodzona poniżej temperatury krzepnięcia. Nie jest jasne, w jakich warunkach powstały pierwsze fragmenty skorupy ziemskiej; wiadomo, że procesy te musiały być zainicjowane już w pierwszych chwilach istnienia naszej planety, gdyż najstarsze znalezione skały mają powyżej 4 miliardów lat.
Być może najbardziej zewnętrzna część naszej planety, jako ta, która najłatwiej może tracić ciepło w kontakcie z hydrosferą i atmosferą, od samego początku ewolucji Ziemi była w postaci stałej. Masy skalne znajdujące się na powierzchni Ziemi stale podlegały intensywnym procesom erozji, transportu i sedymentacji, co prowadziło z czasem również do chemicznego i fizycznego zróżnicowania skał. Przykładowo, skały okruchowe składają się z rozdrobnionej skały pierwotnej, mają więc od niej znacznie mniejszą gęstość. Ponieważ intensywne wietrzenie może zachodzić tylko ponad powierzchnią wody, tego typu „odchudzanie” skał może z czasem doprowadzić do zmniejszenia się całkowitej gęstości skorupy kontynentalnej względem oceanicznej. Sedymentacja następowała zarówno na obszarach lądowych, jak i na dnie mórz.
Warto w tym kontekście przywołać zjawisko izostazji. Ponieważ warstwy Ziemi znajdujące się bezpośrednio pod stałą litosferą są prawdopodobnie w stanie półpłynnym (astenosfera), bryły litosferyczne mogą się w pewnym zakresie na niej unosić, podobnie jak góry lodowe na oceanie. Im zaś są one bardziej gęste lub bardziej obciążone, tym większa ich część jest zanurzona. Zjawisko to tłumaczy m.in. obniżenie się powierzchni lądu po pojawieniu się lądolodu, wyjaśnia też, dlaczego skorupa kontynentalna jako ciało o mniejszej gęstości (średnio 2,7 g/cm³) położona jest wyżej niż skorupa oceaniczna (średnio 3 g/cm³).

## Budowa kontynentów
Centralne części kontynentów zbudowane są z kratonów, lub platform – tarcz oraz płyt. Do nich przylegają, a czasem przecinają je pasy orogeniczne.

### Kratony
Słowem „kraton” określa się archaiczne części kontynentów, które uformowały się w dawnych epokach geologicznych, zostały utwardzone (uległy „kratonizacji”) i ustabilizowały się na tyle, że nie podlegają współcześnie intensywnym procesom geologicznym. Każdy współczesny kontynent osadzony jest na licznych kratonach; Ameryka Północna m.in. na olbrzymim Kratonie Północnoamerykańskim (zwanym też Laurencją), Eurazja m.in. na Kratonie Syberyjskim (Angara), Północnochińskim (Sinia), Tarczy Fennoskandzkiej i innych. Co istotne, słowo „osadzony” dotyczy zarówno zależności poziomych, jak i pionowych. Kratony są więc jądrem, do którego mogą przyrastać „z boków” inne bloki skorupy kontynentalnej (stąd wiele kratonów znajduje się w centralnych partiach kontynentów raczej niż w pobliżu linii brzegowej). Z drugiej strony archaiczne skały kratonów są często przykryte wielokilometrowej grubości warstwą skał młodszych: zbudowane są z tzw. cokołu krystalicznego, na którym może (choć nie musi) spoczywać warstwa skał osadowych. Regiony, gdzie cokół wystaje nad powierzchnię określa się mianem tarcz, te zaś, gdzie pokrywa osadowa osiąga znaczną nieraz grubość: platform.

### Orogeny
Sfałdowane i wypiętrzone w procesie orogenezy masy skalne układają się w pasma orogeniczne, lub pasy mobilne, która to nazwa odwołuje się do znanego faktu, że jako obszary niedawnej aktywności tektonicznej, są one bardzo podatne – w porównaniu np. z kratonami – na uskokowanie, deformacje i dalsze przemiany tektoniczne.
Wszystkie góry ulegają z czasem spłaszczeniu w procesie erozji, dopóki jednak do tego nie dojdzie, regiony objęte niedawnym fałdowaniem określa się mianem orogenów. Góry należące do najmłodszego fałdowania, alpejskiego, stanowią najwyżej położone fragmenty skorupy kontynentalnej (szczyty Himalajów, Andów, Gór Skalistych, Alp leżą w obrębie młodych orogenów). Dawniejsze orogeny są bardziej zerodowane, silniej utwardzone, mniej aktywne sejsmicznie i coraz bliższe włączeniu w obręb kratonów.

## Struktura pionowa i skład chemiczny

### Trzy warstwy skorupy

Histogram wysokości skorupy ziemskiej

Tradycyjnie wyróżnia się trzy warstwy skorupy kontynentalnej na podstawie cech sejsmicznych i chemicznych: skorupę górną (12 km), środkową (11 km) i dolną (17 km grubości, przyjmując za grubość całej skorupy wartość 40 kilometrów, co jest oczywiście tylko jedną z możliwych wartości). Poniższa tabela zbiera udział masy najważniejszych składników skałotwórczych dla poszczególnych warstw:
| Związek | Skorupa (całość) | Skorupa górna | Skorupa środkowa | Skorupa dolna |
| ------- | ---------------- | ------------- | ---------------- | ------------- |
| SiO2    | 60,6             | 66,6          | 63,5             | 53,4          |
| Al2O3   | 15,9             | 15,4          | 15,0             | 16,9          |
| FeOT    | 6,71             | 5,04          | 6,02             | 8,57          |
| CaO     | 6,41             | 3,59          | 5,25             | 9,59          |
| MgO     | 4,66             | 2,48          | 3,59             | 7,24          |
| Na2O    | 3,07             | 3,27          | 3,39             | 2,65          |
| K2O     | 1,81             | 2,80          | 2,30             | 0,61          |
| TiO2    | 0,72             | 0,64          | 0,69             | 0,82          |

Skorupa kontynentalna składa się w przeważającej większości ze związków krzemu, glinu, żelaza, wapnia, magnezu oraz potasu. W kontekście mineralogicznym odpowiada to przede wszystkim krzemianom i glinokrzemianom: plagioklazom, amfibolom, piroksenom i in., zaś w kontekście petrologicznym takim skałom magmowym, jak andezyty, granity, granodioryty i in. oraz ich metamorficznym odpowiednikom.
W miarę wzrostu głębokości maleje zawartość krzemu, sodu i potasu, rośnie zaś zawartość wapnia, żelaza i magnezu. Prawidłowości te są bardzo charakterystyczne dla budowy Ziemi: na powierzchni dominują lekkie, sodowo-potasowe krzemiany, w miarę wzrostu głębokości rośnie zaś zawartość żelaza i magnezu, czego kulminacją jest istnienie żelazowo-niklowego jądra.
Skorupa w porównaniu z głębszymi warstwami jest silnie wzbogacona w rzadkie pierwiastki, w tym pierwiastki promieniotwórcze produkujące ciepło. O ile więc tylko ok. 0,6% wszystkich krzemianów Ziemi zawartych jest w skorupie kontynentów, znajduje się w niej od 30–70 procent ziemskiej zawartości takich par izotopów, jak rubid-stront, uran-ołów, samar-lutet, ale też i bardziej popularnych pierwiastków trwałych, jak złoto, platyna, srebro, siarka, fluor, chlor i inne.

### Procesy charakterystyczne dla poszczególnych warstw
- Skorupa górna wystawiona jest na działanie procesów atmosferycznych i hydrosferycznych, przez co podlega wietrzeniu; w szczególności zaś cyklowi erozji, transportu i depozycji (wszystkie 3 czynniki to proces sedymentacji). Na krystalicznej powierzchni skalnej skorupy górnej znajduje się często gruba warstwa skał osadowych powstała w wyniku trwającej od milionów lat depozycji zwietrzałych skał macierzystych. Grubość pokrywy osadowej to typowo kilka kilometrów, choć istnieją obszary, na których pokrywy tej brak (tarcze kratonów), a także baseny sedymentacyjne o miąższości do kilkunastu km. Na powierzchni skorupy znajduje się też zwykle warstwa niescementowanych produktów wietrzenia (regolit), zaś najwyższą warstwą, silnie przeobrażoną przez procesy biologiczne, jest gleba. Wraz z rosnącą głębokością, a tym samym ciśnieniem, skały ulegają ściśnięciu i podlegają diagenezie, a następnie procesom metamorficznym. Tylko więc w obrębie skorupy górnej występują skały osadowe, które głębiej, po poddaniu wysokim ciśnieniom i temperaturom zostają zmetamorfizowane w tzw. paragnejsy. Zawartość paragnejsów stopniowo rośnie wraz z głębokością.

- Skorupa środkowa jest relatywnie najsłabiej poznana. W jej składzie skalnym przypuszcza się obecność tzw. środkowych facji metamorficznych, a więc amfibolitowej i granulitowej – odpowiadają one średnim ciśnieniom, które umiarkowanie ściskają pierwotną skałę, nadając jej teksturę łupkowatą, czyli płaszczyznową, oraz gnejsową, czyli bogatą w wydłużone, włókniste blasty (ziarna skalne).

- Skorupa dolna poddana jest największym ciśnieniom, przez co zbudowana jest prawdopodobnie z najsilniej zdeformowanych skał metamorficznych: granulitów, czyli skał tak silnie ściśniętych, że utraciły swoje struktury liniowe, przekształcając się w mniej więcej równościenne blasty. Na największych głębokościach skały mogą zostać przekształcone również w eklogit, czyli fazę tak gęstą, że może ona być gęstsza od skał płaszcza (prawdopodobnie perydotytu), z którym sąsiaduje dolna część skorupy. Przypuszczenie to każe uwzględniać w opisach dolnej skorupy możliwość odklejania się jej fragmentów, które osiągnęły gęstość większą od otoczenia i ich migracji do płaszcza: procesu zwanego delaminacją, odpowiedzialnego za zmniejszanie się objętości skorupy na rzecz płaszcza. Warto pamiętać, że granica między skorupą a płaszczem (nieciągłość Mohorovičicia) jest do pewnego stopnia umowna i w wielu przypadkach nie jest łatwo wyznaczyć jej ścisłe położenie. Można przypuszczać, że granica ta ma w wielu miejscach charakter strefy przejściowej, w której skały stają się coraz bardziej płynne i w której zachodzą nieustanne procesy cyklicznego krzepnięcia i topnienia skał, odklejania się ich od spodu skorupy i ponownego narastania.

## Tektonika płyt
Istnieje kilka przyczyn, dla których z biegiem czasu zwiększa się objętość skorupy kontynentalnej względem oceanicznej.
Tym, co powstrzymało planetę od stopniowego, statycznego, kilometr po kilometrze zastygania od zewnątrz do środka, było zainicjowanie tektoniki płyt, która wprawiła zewnętrzne warstwy Ziemi w ruchy poziome. Ten fakt leży również u podstaw zróżnicowania się skorupy na kontynentalną i oceaniczną. Z czasem lokalne zgrubienia na powierzchni skorupy zaczęły „obrastać” nowymi skałami, które mogły w swojej wędrówce zatrzymać się na nich, jak dryfujące po morzu kłody zatrzymują się na brzegach wysp. Proces ten określa się mianem akrecji kontynentalnej. Proces ten w którymś momencie zbiegł się w czasie z wykształceniem się ziemskiego wszechoceanu, który zaczął występować jako ważny czynnik procesów tektonicznych.
Gdy przywołamy znane z tektoniki płyt zjawisko podsuwania się jednej płyty pod drugą (subdukcji), możemy wyobrazić sobie, że stosunkowo gęste skały oceaniczne tworzące cienką (średnio 7 km) mogą łatwiej wsunąć się pod inną płytę niż lżejsze i grubsze (współcześnie średnio ok. 35–40 km) skały kontynentalne. W tym drugim wypadku kolizja może doprowadzić do spiętrzenia się mas skalnych w łańcuch górski, zamiast do ich wciągnięcia pod powierzchnię Ziemi. Zjawisko to określa się mianem orogenezy. Oczywiście nie cała płyta zostaje na powierzchni i zawsze jest część, która zostanie wciągnięta i włączona do płaszcza; podobnie zwykle część skorupy oceanicznej zostaje odszczepiona w procesie subdukcji i włączona do masy kontynentalnej jako pryzma akrecyjna. Istotne są tu jednak proporcje.
Ponadto, skorupa oceaniczna jest bardziej podatna na różne gwałtowne procesy tektoniczne, jak np. przełamanie prowadzące do wytwotrzenia nowej strefy subdukcji. W odniesieniu do stabilnych jąder kontynentów (w wąskim sensie: tzw. kratonów) używa się więc czasami określenia „masa oporowa”, które podkreśla ich relatywną tektoniczną „nietykalność”. Te olbrzymie bloki skalne, mające do 60 kilometrów grubości, mogą być praktycznie martwe tektonicznie nawet od wielu setek milionów lat, ponieważ ich wypiętrzenie, rozciągnięcie lub nadłamanie wymagałoby znacznie większej energii niż poruszenie innych, cieńszych regionów litosfery. W tym więc sensie skorupa kontynentalna jest bardziej „nietykalna” i jest niewielka szansa, że zostanie przetopiona, naderwana i w rezultacie zniszczona.

### Ewolucja kontynentów
Na przestrzeni miliardów lat ewolucji tektonicznej Ziemi każdy fragment skorupy kontynentalnej był wielokrotnie przesuwany i sklejany z innymi, tworząc nowe kontynenty i superkontynenty w cyklu zwanym czasem cyklem superkontynentalnym. Niektórzy naukowcy proponują, że powstawanie i rozpad superkontynentów jest mniej czy bardziej regularny i tym samym skorelowany z długofalowymi zmianami klimatu, poziomu morza i in. Warto zwrócić uwagę, że ostatni superkontynent Pangea powstał przed ok. 300 milionami lat, poprzedni zaś Gondwana przed 600 milionami lat; we wcześniejszych jednak epokach regularności te nie są tak proste; rzut zaś oka na mapę świata pokazuje, że współczesnej kontynenty są od siebie znacznie oddalone.

### Rozpad kontynentów
Proces rozpadu kontynentu nazywany jest ryftowaniem i zostaje zainicjowany, gdy skorupa kontynentalna zostaje rozpychana od spodu na zewnątrz. Podawane zwykle tłumaczenie uwzględnia podsuwanie się gorącej astenosfery lub, w niektórych hipotezach tzw. pióropusza płaszcza, czyli wznoszącej się niestabilności termicznej, które prowadzą do rozepchnięcia mas skalnych na boki. Inne tłumaczenia podkreślają raczej samo istnienie rozbieżnego pola sił w astenosferze, związanego być może z mechaniką konwekcji, czyli wielkoskalowych ruchów materii w płaszczu Ziemi. Proces ten zwykle inicjowany jest z brzegu masy kontynentalnej, gdzie wymagana do niego jest mniejsza ilość energii.
W wyniku zaistnienia sił rozciągających powstaje na powierzchni stopniowo poszerzające się linearne zagłębienie: ryft. Współczesnym przykładem jest Ryft Wschodnioafrykański. Typowy ryft ma budowę trójramienną, w idealnym wypadku formują się więc trzy doliny ryftowe leżące wobec siebie pod kątem 120° (średnio), zbiegające się w tzw. trójzłączu. Z biegiem czasu skorupa staje się coraz cieńsza wzdłuż dolin ryftowych, aż w końcu możliwe staje się wdarcie w nie oceanu. Zwykle nie wszystkie trzy ramiona są cały czas aktywne i jedno z nich przestaje się rozwijać, tworząc tzw. aulakogen. Rozsuwanie się dwóch skrzydeł ryftu związane jest z ciągłym podsuwaniem się astenosfery, przejawiającym się na powierzchni w postaci okresowego wulkanizmu, sporadycznie zaś większych wylewów magmy, tworzących tzw. duże prowincje magmatyczne. Ostatecznie kontynent zostaje rozerwany całkowicie, a oś rozrostu zaczyna produkować normalną skorupę oceaniczną. Stopniowe przechodzenie od uszkadzania skorupy kontynentalnej do tworzenia bazaltowych skał dna oceanicznego znajduje wyraz w strukturze powstałej na tej drodze tzw. pasywnej krawędzi kontynentalnej. Nazwa ta odzwierciedla fakt, że strefa rozrostu, która kiedyś była ryftem, odsuwa od siebie obydwa skrzydła rozerwanego kontynentu, które przestają być z czasem aktywne tektonicznie: są więc krawędziami pasywnymi. Przykładami na krawędzie pasywne są wybrzeża Afryki i Ameryki Południowej po obu stronach Atlantyku, które jeszcze przed 150 milionami lat były ośrodkiem aktywnego procesu ryftowania i gwałtownych epizodów wulkanicznych, obecnie zaś pokryte są warstwą szelfu i są w zasadzie nieaktywne tektonicznie.

### Łączenie się kontynentów
Zgodnie z koncepcją cyklu superkontynentów, ale także i zwykłym zdrowym rozsądkiem, przy założeniu stałego promienia Ziemi, jeśli w jednym miejscu kontynenty odsuwają się od siebie, w innym muszą się w końcu spotkać. W tektonice płyt mówi się w tym kontekście o granicy zbieżnej oraz o subdukcji. Jak było już to wspomniane powyżej, skorupa kontynentalna ma tendencję do pozostawania na powierzchni, w przeciwieństwie do skał oceanicznych, które zwykle ulegają wciągnięciu w strefie subdukcji i wtopieniu w objętość płaszcza. Gdy więc płyta zawierająca fragment skorupy kontynentalnej – tzw. płyta kontynentalna – zostaje wciągana pod inną płytę kontynentalną, nieunikniony jest moment zderzenia się tych dwóch wielkich mas skalnych. W niedawnej historii geologicznej miało to miejsce 50 milionów lat temu, gdy Płyta Indyjska zderzyła się z Płytą Euroazjatycką, tworząc m.in. łańcuch Himalajów; szczyt wypiętrzania miał miejsce ok. 20 milionów lat temu.
W procesie tego typu następuje nasunięcie się mas skalnych jednej płyty nad drugą oraz wypiętrzenie się ich w postaci łańcucha lub łańcuchów gór fałdowych. Energia zderzenia może też uruchomić dawne strefy aktywności na tych płytach, co w opisywanym przypadku doprowadziło do wypiętrzenia gór Tienszan leżących ponad 1000 kilometrów dalej na północ na Płycie Euroazjatyckiej. Powstawanie gór określa się w geologii mianem orogenezy. W czasie orogenezy w objętość nowo powstałej masy kontynentalnej mogą też zostać włączone fragmenty skorupy oceanicznej, które zostają wyniesione, ściśnięte i złożone na granicy między zderzającymi się płytami. Strefę zderzenia nazywa się szwem kolizyjnym; ponieważ zaś serię skał budujących skorupę oceaniczną określa się mianem „serii ofiolitowej”, określa się ją też mianem szwu ofiolitowego (ang. collisional suture, ophiolite suture). Tego typu szew jest jedyną pozostałością po basenie oceanicznym, który zamknął się w strefie zderzenia. Współczesne kontynenty zawierają znaczne ilości szwów kolizyjnych.
Pewnym rozwinięciem tej teorii jest teoria terranów, która akcentuje podział zderzających się płyt na mniejsze, częściowo niezależne od siebie dynamicznie podjednostki tektoniczne: terrany. Zgodnie z tą koncepcją kontynenty uformowane w czasie zderzenia są raczej mozaiką niezależnych bloków skalnych, na które została rozerwana pierwotna płyta, niż prostą sumą dwóch płyt tektonicznych, które skleiły się ze sobą w czasie kolizji. Obrazowe jest używane czasem określenie „tektonika kolażu”. Pojawienie się tej idei związane było z odkryciem, że zderzenie dwóch kontynentów nie zawsze musi mieć charakter frontalny, często natomiast następuje pod kątem, tak że jedne fragmenty skorupy kontynentalnej zostają złożone wcześniej, inne później – jeden kontynent jest więc „rozbity” i „rozsmarowany” na powierzchni drugiego. O ile więc np. Płyta indyjska zderzyła się raczej „czołowo” z Euroazjatycką, to Góry Skaliste, rozciągające się w zachodniej części Ameryki Północnej składają się z setek odrębnych jednostek tektonicznych, które zostały złożone na przestrzeni milionów lat na brzegu kratonu północnoamerykańskiego z wsuwającej się pod nią pod kątem płyty. Terrany te są również oddzielone od siebie szwami kolizyjnymi.

### Krawędzie kontynentów
Proces powstawania krawędzi pasywnych kontynentów został opisany powyżej. Model ten dobrze nadaje się do opisu wszystkich brzegów otaczających Ocean Atlantycki, a także stoków Australii i Antarktydy. Na Ziemi występują jednak również tzw. krawędzie aktywne, stanowiące typ łuków wulkanicznych, czyli środowisk tektonicznych pojawiających się nad strefami subdukcji. Przykładem jest zachodnie wybrzeże Ameryki Południowej, gdzie oceaniczna Płyta Nazca podsuwa się pod kontynentalną płytę południowoamerykańską. Aktywne krawędzie kontynentalne towarzyszą granicom zbieżnym płyt, pasywne zaś znajdowane są w pewnej odległości od granic rozbieżnych.
Podsuwanie się skorupy oceanicznej pod skorupę kontynentalną powoduje topienie się tej pierwszej, gdy skały ogrzewają się wraz ze zstępowaniem w głąb Ziemi. Topienie się skał i uwalnianie się znacznych ilości wody, wciągniętych przy okazji do kanału subdukcyjnego, powoduje pełznięcie do góry zasobów magmy i przebijanie się ich na powierzchnię Ziemi w pewnej odległości za strefą subdukcji. Przetopieniu ulegają przy tym również skały skorupy kontynentalnej, co znajduje wyraz w typach skał pojawiających się na powierzchni, przede wszystkim typu granodiorytów. Rezultatem jest uformowanie się łuku wulkanicznego, w którym trwa nieustająca aktywność wulkaniczna i powstawanie łańcucha wysp (jeśli proces odbywa się na płycie oceanicznej) takich jak Wyspy Japońskie, lub gór wulkanicznych (na płycie kontynentalnej), takich jak Andy w Ameryce Południowej.

### Wielkie prowincje magmowe
Duża prowincja magmatyczna to nietypowy składnik skorupy, zarówno kontynentalnej, jak i oceanicznej. Określeniem tym oznacza się wszystkie wielkie struktury powstałe z wylewu znacznych ilości magmy, ale nie związanych bezpośrednio z „typowymi” ośrodkami aktywności wulkanicznej, jak krawędzie płyt tektonicznych. Przypuszcza się, że te potężne (sięgające milionów km³ objętości!) struktury formują się, gdy region osłabionej skorupy zostanie zaatakowany przez podnoszące się intruzje magmy pochodzącej z głębszych regionów Ziemi. Prowincje takie można rozpoznać na podstawie ich składu; są one z reguły bardziej zasadowe od otaczających je skał – zawierają mniej krzemionki, zaś więcej związków żelaza i magnezu.